# Montreux-Château
Montreux-Château là một làng và xã tại tỉnh Territoire de Belfort, vùng Bourgogne-Franche-Comté, đông bắc Pháp.

## Thông tin nhân khẩu
Theo điều tra nhân khẩu năm 1999, xã này có dân số 971.
Dân số ước tính vào năm 2005 là 921 người.